# رئیس دادگاه
رئیس دادگاه (دانمارکی: Præsidenten) یک فیلم صامت دانمارکی به کارگردانی کارل تئودور درایر است که در سال ۱۹۱۹ منتشر شد. این فیلم، اولین فیلمِ بلندِ کارل تئودور درایر در مقام کارگردان است و بر پایهٔ رمانی به همین نام اثر کارل امیل فرانسوس ساخته شد.